# Un jour, un enfant

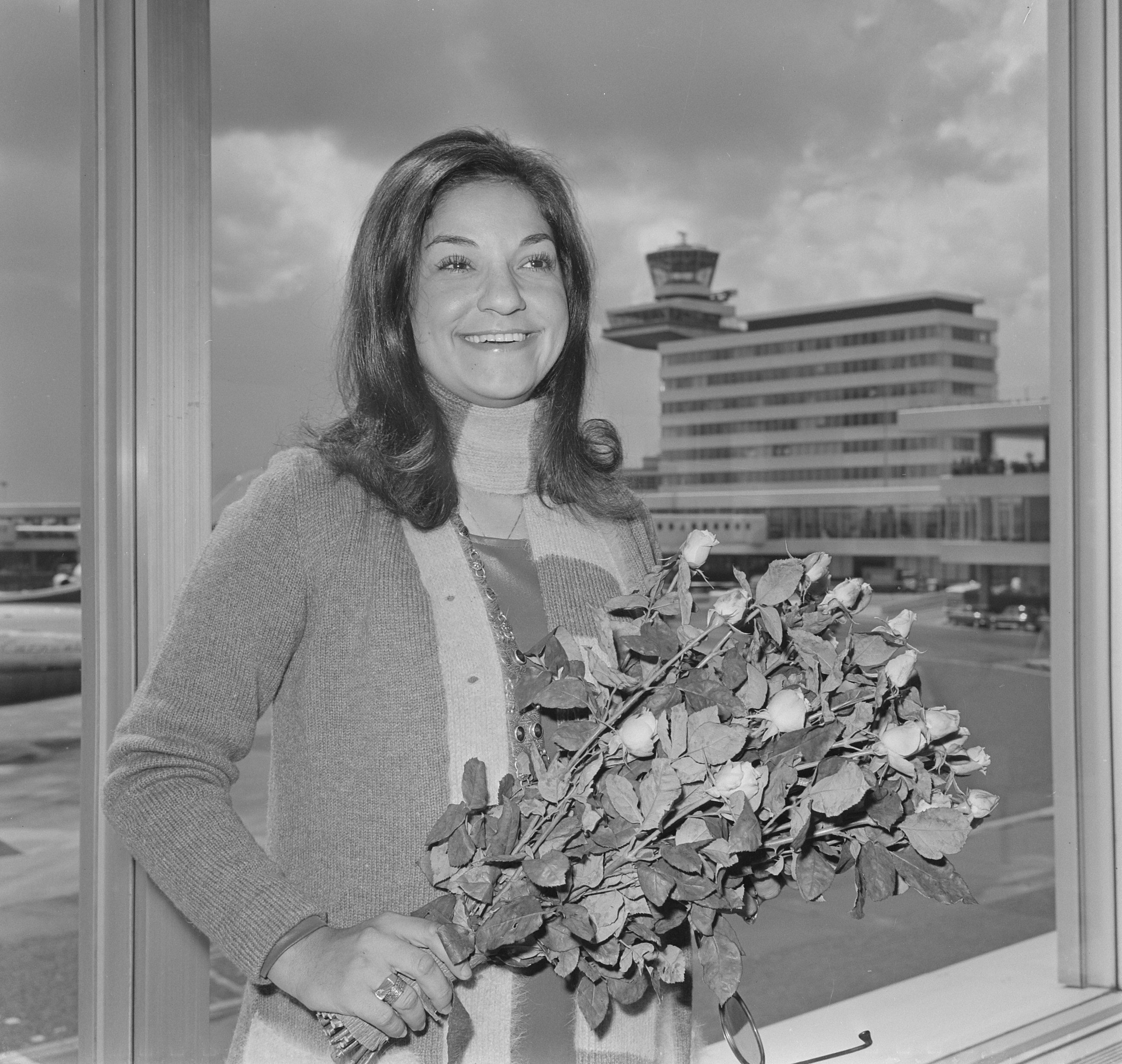
Boccara in 1969 op Schiphol

Un jour, un enfant (Een dag, een kind) is een lied uit 1969 van de Franse zangeres Frida Boccara. De tekst is van Eddy Marnay, die een jaar eerder het nummer Cent mille chansons voor haar schreef. Emile Stern was de componist van de ballade. Het lied beschrijft een kind dat de wereld om zich heen bekijkt als een prentenboek:

Un jour se lèvera sur trois branches de lilas
Qu'un enfant regardera comme un livre d'images
Le monde autour de lui sera vide, et c'est ainsi
Qu'il inventera la vie à sa première page

## Songfestival 1969
Boccara nam met Un jour, un enfant deel aan het Eurovisiesongfestival  op 29 maart 1969 in het Teatro Real in Madrid. Ze trad als veertiende op en behaalde de eerste plaats. Ze moest die eerste plaats wel delen met de inzendingen uit Nederland, Spanje en het Verenigd Koninkrijk: Lenny Kuhr met De troubadour, Salomé met Vivo cantando, en Lulu met Boom bang-a-bang.

## Covers
Frida Boccara nam het nummer naast het Frans ook op in het Engels (Through the Eyes of a Child), Duits (Es schlägt ein Herz für dich), Spaans (Un día, un niño) en Italiaans (Canzone di un amore perduto). Willeke Alberti coverde het in 1969 als Zijn eigen wonder, een bewerking van Cees Nooteboom. Agnetha Fältskog (ABBA) nam het in 1970 op haar soloalbum Som jag är op, onder de titel Sov gott, min lilla vän (Slaap lekker, mijn kleine vriend). Enkele anderen die het nummer ten gehore brachten waren Marie Denise Pelletier, Percy Faith en Franck Pourcel.